# 김추월
김추월(한국 한자: 金秋月, 본명 김보현, 1959년 9월 18일~)은 대한민국의 배우이다.
주요 출연작으로는 영화 《카트》, 《괴물》, 《특별시사람들》, 《생활의 발견》, 《와일드카드》, 드라마 《응급남녀》, 《각시탈》, 《내딸서영이》등이 있다. 또한 MBC 주말연속극인《깍두기》에서는 큰스님으로 출연했다.
1990년 박철수가 감독한 영화《물위를 걷는여자》의 조연으로써 영화배우로 첫 스크린 데뷔하였다.

## 학력
- 계성여자고등학교 (졸업)
- 배화여자전문대학 경영과 전문학사 (졸업)

## 영화
- 2019년 《생일》 - 작은어머니 역
- 2018년 《살아남은 아이》 - 교장 역
- 2018년 《임을 위한 행진곡》 - 약혼 모 역
- 2015년 《성실한 나라의 앨리스》 - 여자주임 역
- 2014년 《카트》 - 청소원 1 역
- 2014년 《마담 뺑덕》 - 밥집 주인 역
- 2013년 《멀리서 내가》 - 재호 이모 역
- 2011년 《우리 이웃의 범죄》 - 아줌마 1 역
- 2010년 《이공계 소년》 - 주연
- 2009년 《로니를 찾아서》 - 슈퍼주인 역
- 2007년 《해부학 교실》 - 작부 역
- 2007년 《특별시 사람들》 - 수녀 역
- 2006년 《국경의 남쪽》 - 민박집주인 역
- 2006년 《괴물》 - 통곡여인 역
- 2005년 《맛있니?》 - 주연
- 2004년 《신석기 블루스》 - 아줌마2 역
- 2004년 《얼굴 없는 미녀》 - 클리닉 환자 4 역
- 2004년 《인어 공주》 - 고깃집 주인 역
- 2004년 《내 여자친구를 소개합니다》 - 핸드백 아줌마 역
- 2004년 《귀여워》 - 철거민 아줌마 역
- 2003년 《여섯개의 시선》 - 주민3 역
- 2003년 《와일드카드》 - 한태정 역
- 2002년 《생활의 발견》 - 선영이모 역
- 2002년 《이효종씨 가족의 저녁식사》 - 주연
- 2002년 《눈물》 - 선생 역
- 1990년 《물 위를 걷는 여자》 - 조교 역

## 드라마
tvN
- 2018년 《멈추고 싶은 순간 : 어바웃 타임》
- 2017년 《크리미널 마인드》
- 2016년 《싸우자 귀신아》
- 2016년 《기억》
- 2014년 《꽃할배 수사대》 - 고문학자 역
- 2014년 《연애 말고 결혼》 - 공기태의 둘째고모 역
- 2014년 《응급남녀》 - 신애 역

KBS
- 2023년 《진짜가 나타났다!》
- 2018년 《하나뿐인 내편》  - 여주댁 역
- 2016년 《빛나라 은수》
- 2016년 《함부로 애틋하게》
- 2016년 《마스터 - 국수의 신》
- 2015년 《오 마이 비너스》
- 2015년 《가족을 지켜라》
- 2015년 《별이 되어 빛나리》
- 2015년 《KBS 드라마 스페셜》 '머리 심는 날'
- 2015년 《착하지 않은 여자들》
- 2014년 《고양이는 있다》
- 2013년 《비밀》 - 동네주민 역
- 2012년 《내 딸 서영이》 - 개미식당 주인 역
- 2012년 《각시탈》 - 득수 모 역
- 2012년 《KBS 드라마 스페셜 - '내가 우스워 보여?'》 - 은행 고객 역
- 2012년 《넝쿨째 굴러온 당신》 - 남남구의 부모가 사는 곳을 알려주는 여자 역
- 2011년 《KBS TV 문학관 - 엄지네》 - 창진모 역
- 2010년 《KBS 드라마 스페셜 - 달팽이 고시원》
- 2009년 《솔약국집 아들들》 - 솔약국 문 닫았다고 말하는 여자 역
- 2007년 《마왕》 - 식당 사장 역
- 2005년 《쾌걸춘향》 - 성춘향 회사 직원 역

MBC
- 2017년 《자체발광 오피스》
- 2014년~2015년 《전설의 마녀》 - 포장마차 주인 역
- 2014년 《왔다! 장보리》 - 가게 사장 역
- 2013년 《오자룡이 간다》 - 수현 역
- 2013년 《메디컬 탑팀》 - 순대국집 사장 역
- 2013년 《7급 공무원》 - 마을주민 역
- 2012년 《보고싶다》 - 집주인 역
- 2012년 《아랑사또전》 - 보쌈 먹는 귀신 역
- 2011년 《최고의 사랑》 - 뺨 맞은 구애정을 걱정하는 여자 역
- 2010년 《민들레 가족》 - 식당주인 역
- 2007년 《뉴하트》
- 2007년 《깍두기》 - 큰 스님 역
- 2007년 《고맙습니다》 - 마을사람 역
- 2007년 《히트》 - 청소원 역
- 2004년~2005년 《왕꽃 선녀님》 - 점집 손님 역

SBS
- 2016년 《그래, 그런거야》
- 2015년 《이혼변호사는 연애중》 - 마트 주인 역
- 2014년~2015년 《미녀의 탄생》 - 심여옥의 지인 역
- 2014년 《내겐 너무 사랑스러운 그녀》 - 횟집 사장 역
- 2014년 《너희들은 포위됐다》 - 슈퍼 주인 역
- 2012년 《대풍수》 - 원로무녀 역
- 2012년 《옥탑방 왕세자》 - 시장 상인 역
- 2011년 《여인의 향기》 - 음식점이 문을 닫은 이유를 얘기하는 여자 역
- 2010년~2011년 《괜찮아, 아빠딸》 - 집주인 역
- 2009년 《찬란한 유산》 - 정인영의 어머니 역
- 2008년~2009년 《가문의 영광》 - 포장마차 주인 역
- 2005년 ~ 2006년 《마이걸》 - 유린에게 서울관광 안내를 받는 손님 역

JTBC
- 2017년 《품위있는 그녀》
- 2016년 《판타스틱》
- 2014년 《12년만의 재회: 달래 된, 장국》 - 집주인 역

OCN
- 2017년 《터널》

## 연극
- 1982년 《어둠의 자식들》 - 극단 자유
- 1983년 《암야의 집》
- 1984년 《감마선은 달무늬 얼룩진 금잔화에 어떤 영향을 끼쳤나》
- 1987년 《따라지의 향연》
- 1992년 《춤추는 욕망》
- 1996년 《배꼽춤을 추는 허수아비》
- 1997년 《반쪽날개로 날아간새》
- 2010년 《열대야》
- 2012년 《당신의 사랑은 안녕하십니까?》

외 다수